# Florent Mazzoleni
Florent Mazzoleni est un auteur français né en 1974, photographe, producteur et journaliste spécialisé dans la musique. Ses domaines de compétences vont des musiques populaires « occidentales » (rock, pop, soul, funk...) aux musiques africaines.

## Biographie
Florent Mazzoleni vit et travaille à Bordeaux. Il voyage beaucoup, dans plusieurs pays d'Asie, d'Afrique, d'Amérique du Sud et du Nord, et travaille initialement pour la presse : Inrockuptibles, à Géo, l'Optimum, Le Monde 2, Rolling Stone, Vibrations, VSD, Air France Magazine, Ulysse ou Mondomix. Il travaille également pour la radio. Il se prend notamment de passion pour la musique africaine, et consacre à cette passion plusieurs ouvrages,,,. Il est aussi photographe, considérant la photographie comme complémentaire de ses écrits.

## Publications les plus significatives
- Afriques Musiques, une histoire des rythmes africains, Hors collection, 2022[4]
- La discothèque idéale de Fip, Hors collection, 2017
- L'odyssée du rock, Hors collection, 2014
- Reggae 100 : Parcours musical autour de la Jamaïque, Le Mot et le Reste, 2013
- Africa 100 : La traversée sonore d'un continent, Le Mot et le Reste, 2012
- Ghana highlife music, le Castor astral, 2012
- Burkina Faso, musiques modernes voltaïques ,  le Castor astral, 2011
- Afro pop,  le Castor astral, 2011
- Musiques modernes et traditionnelles du Mali,  le Castor astral, 2011
- L'odyssée de la soul et du R&B, Hors collection, 2010
- Salif Keita , Demi-lune, 2009
- Motown soul & glamour, le Serpent à plumes, 2009
- L'épopée de la musique africaine, Hors collection, 2008, réédité en 2013,
- Les racines du rock, Hors collection, 2008
- Disco, Flammarion, 2007
- Memphis, le Castor astral, 2006
- Nirvana & le grunge, Hors collection, 2006
- The White stripes et la nouvelle scène de Detroit, Hors collection, 2005
- James Brown, l'Amérique noire, la soul & le funk, Hors collection, 2005
- L'odyssée du rock, ouvrage publié sous la direction de Gilles Verlant, Hors collection, Hors collection, 2004

## Filmographie
- 2014 : N. O. ballade de Marc Oriol

## Discographie
- Folk art africain ? (avant-propos de Bernard de Montferrand), éditions Confluences, 2015.
- Nina Simone, du blues au poing levé, 2013